# Les Charmottes
Les Charmottes sont un quartier-village de la ville de Charmes, dans le département français des Vosges. Créé vers 1914, le village était initialement composé de cités ouvrières dépendantes de l'usine « des Tubes de Vincey Bourget ».

## Géographie
Il est situé sur une sorte de plateau, au bord de la route menant à Épinal, et s'étale au pied d’une colline aux courbes délicatement dessinées et où les habitants, historiquement, avaient leurs vergers.

## Histoire
On remarque sur la carte de Cassini (milieu du XVIIIe siècle), l'existence d'un hameau Charmotte Haut, qui correspondrait approximativement au hameau des Charmottes d'aujourd'hui.

## Patrimoine

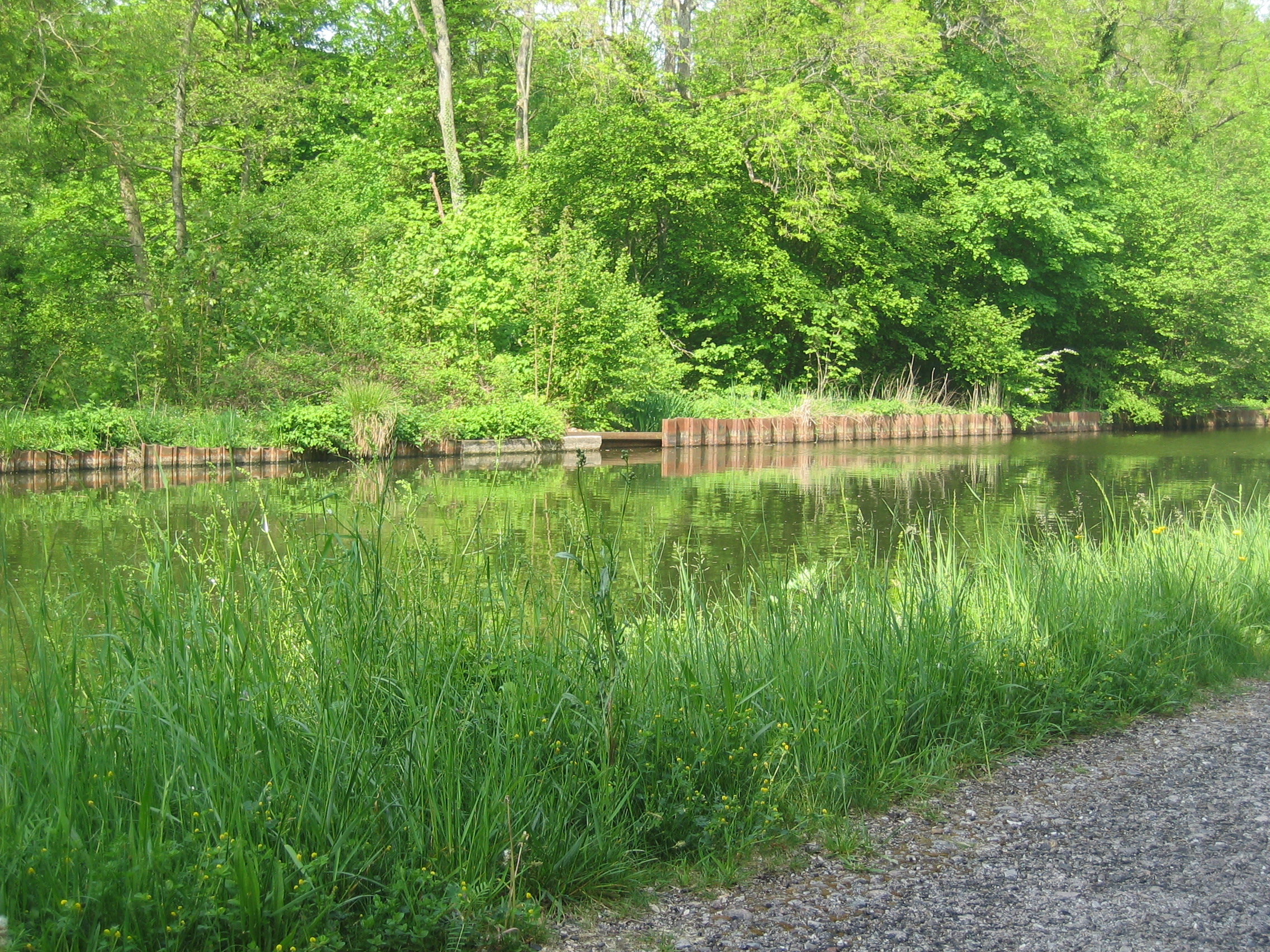
Canal de l'est : plage incertaine

- Le canal de l'est
- Le terrain de football

### Monuments
- La Chapelle des Charmottes, aujourd'hui disparue. Lieu de mémoire pour le village, elle a été la victime d'un incendie dans les années 1980.
- Le château d'eau, aujourd'hui disparu. Il dominait le village.
- L'école des Charmottes, aujourd'hui devenue une salle de sports.

### Curiosités
Une petite grotte et un ancien local technique que l'on surnommait "la cabane des petits cochons" , situées dans le ravin descendant vers la plaine de Vincey. Et en bas, dans les roseaux, un vieux puits.
Vers l'école sommeillaient aussi, autrefois, deux gros blocs de béton sur lesquels montaient les enfants et qui, disait-on, avaient été utiles lors de la construction des Charmottes.

## Galerie

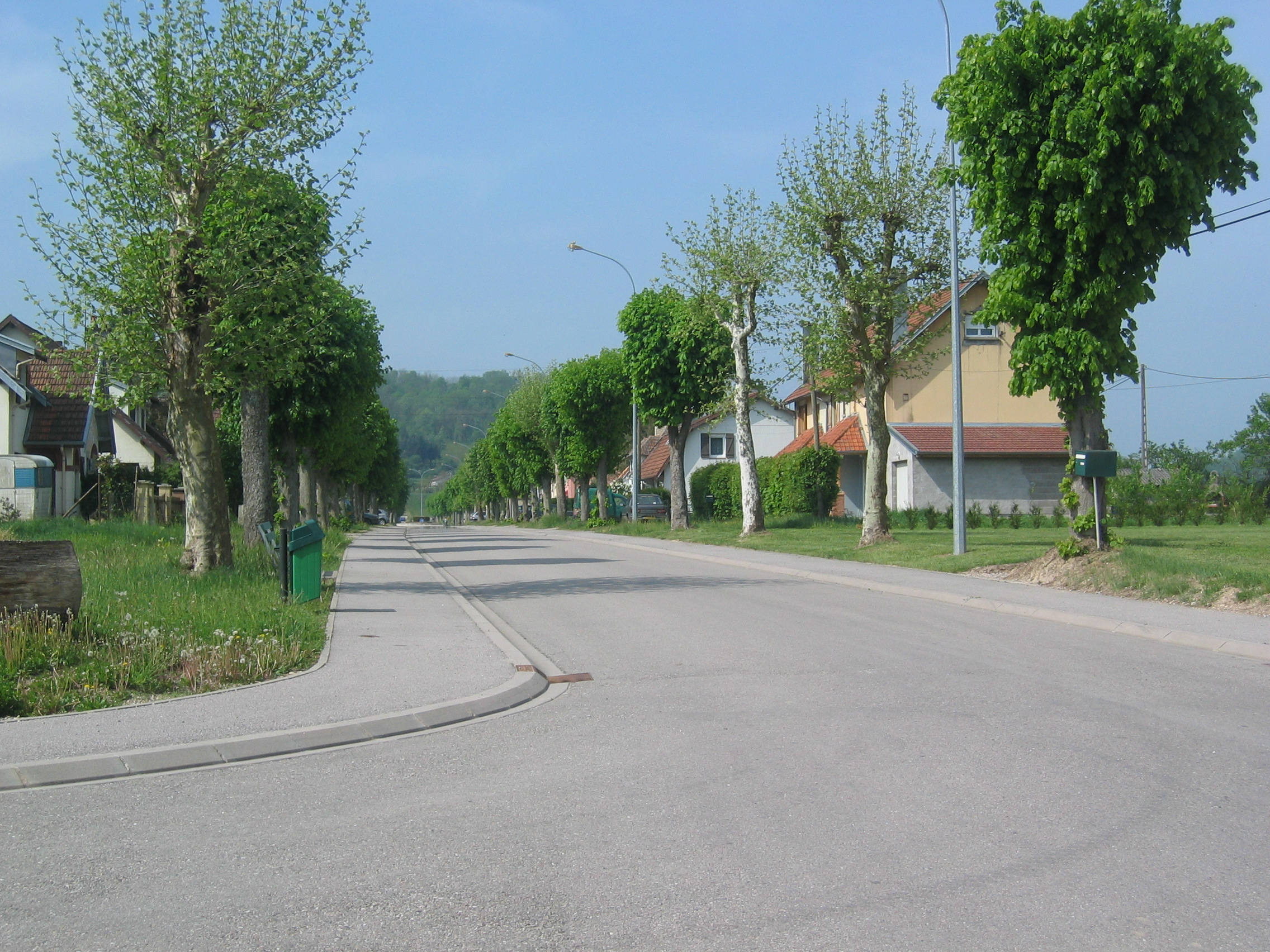
Ancienne entrée du village, mai 2003.
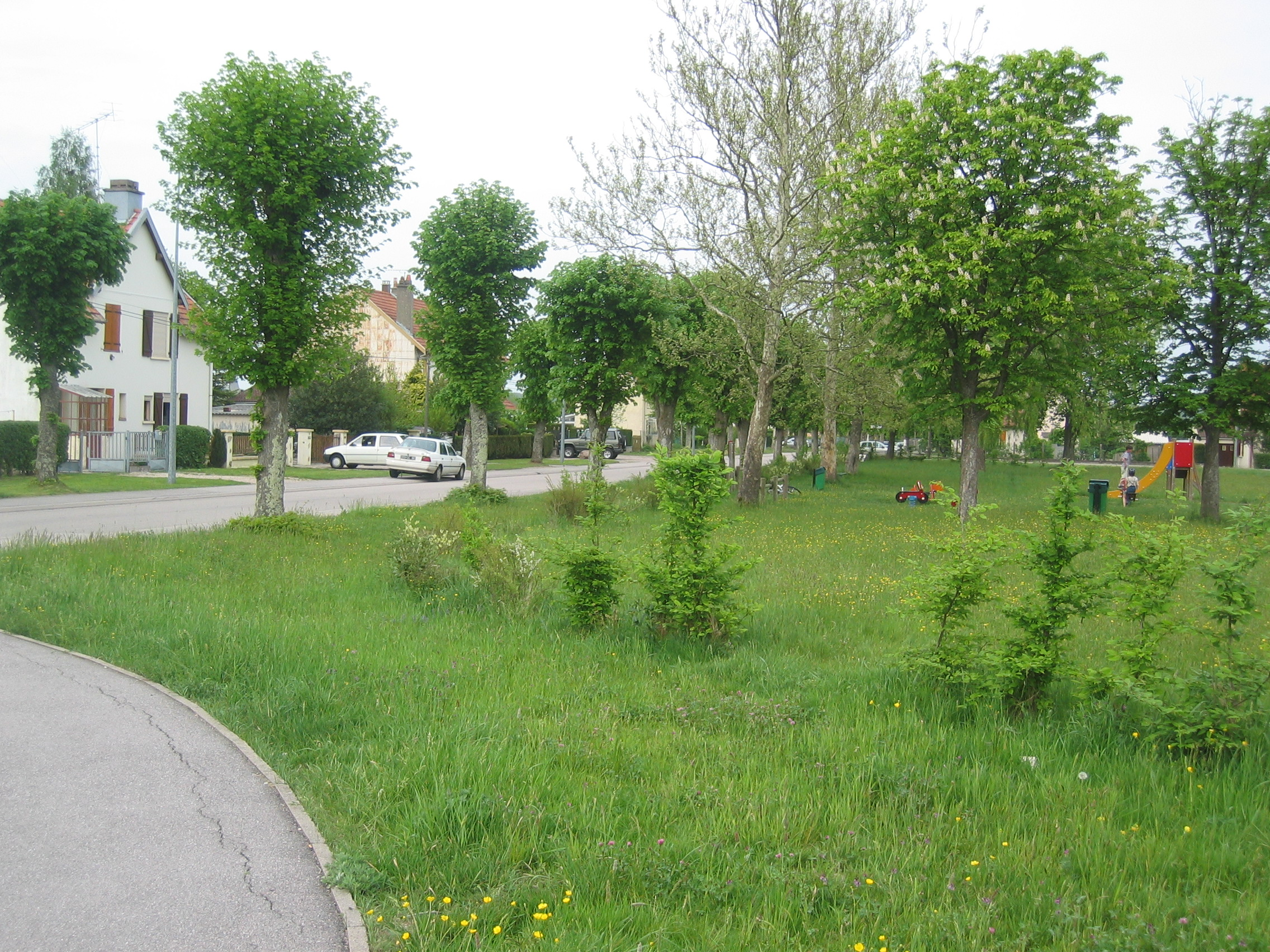
Les Charmottes : vue du rond-point, mai 2003.
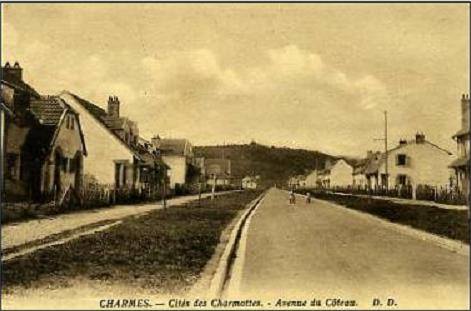
Les Charmottes dans les années 1920-1930.
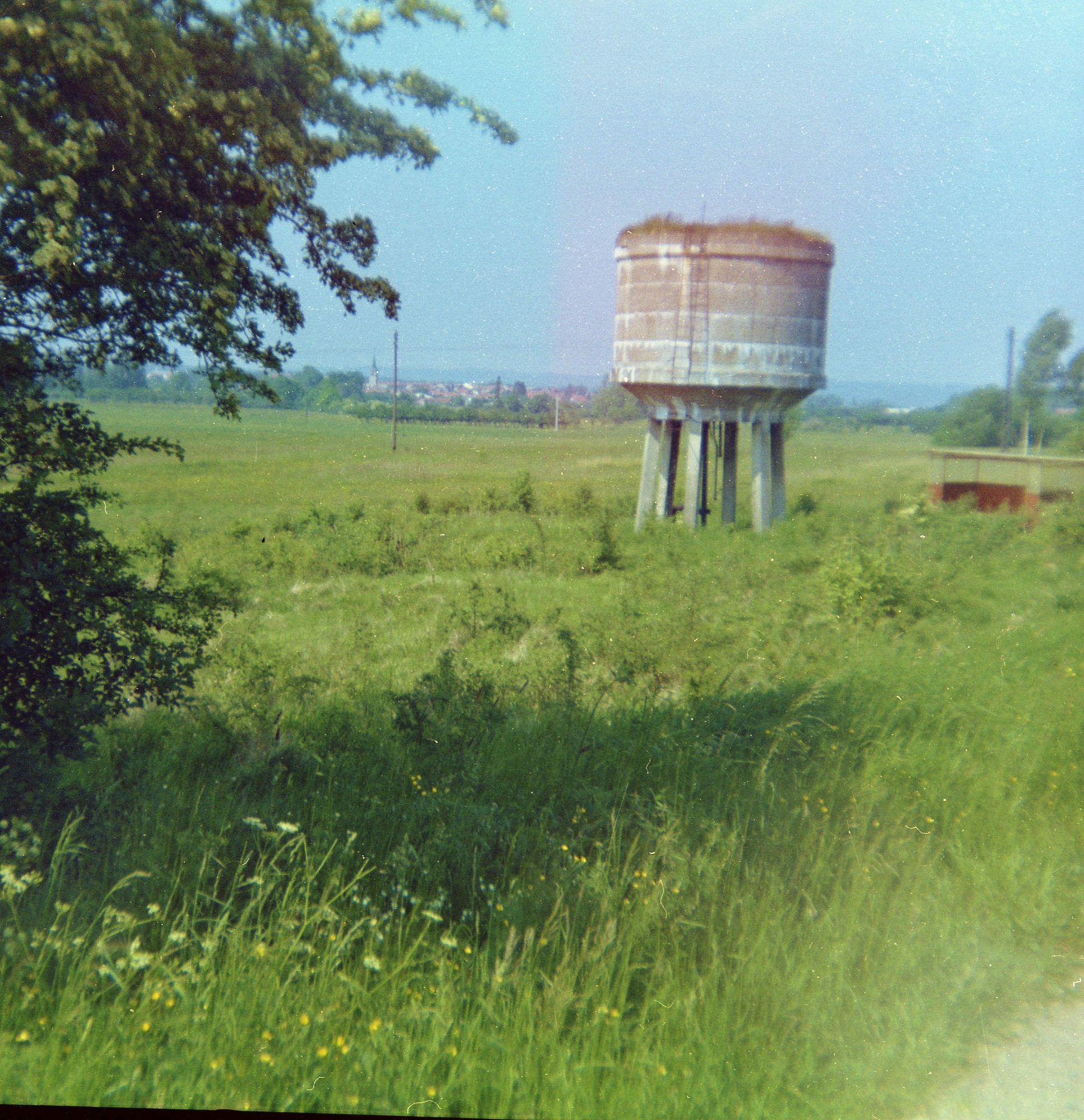
Le Château d'eau, aujourd'hui disparu, qui dominait le village.
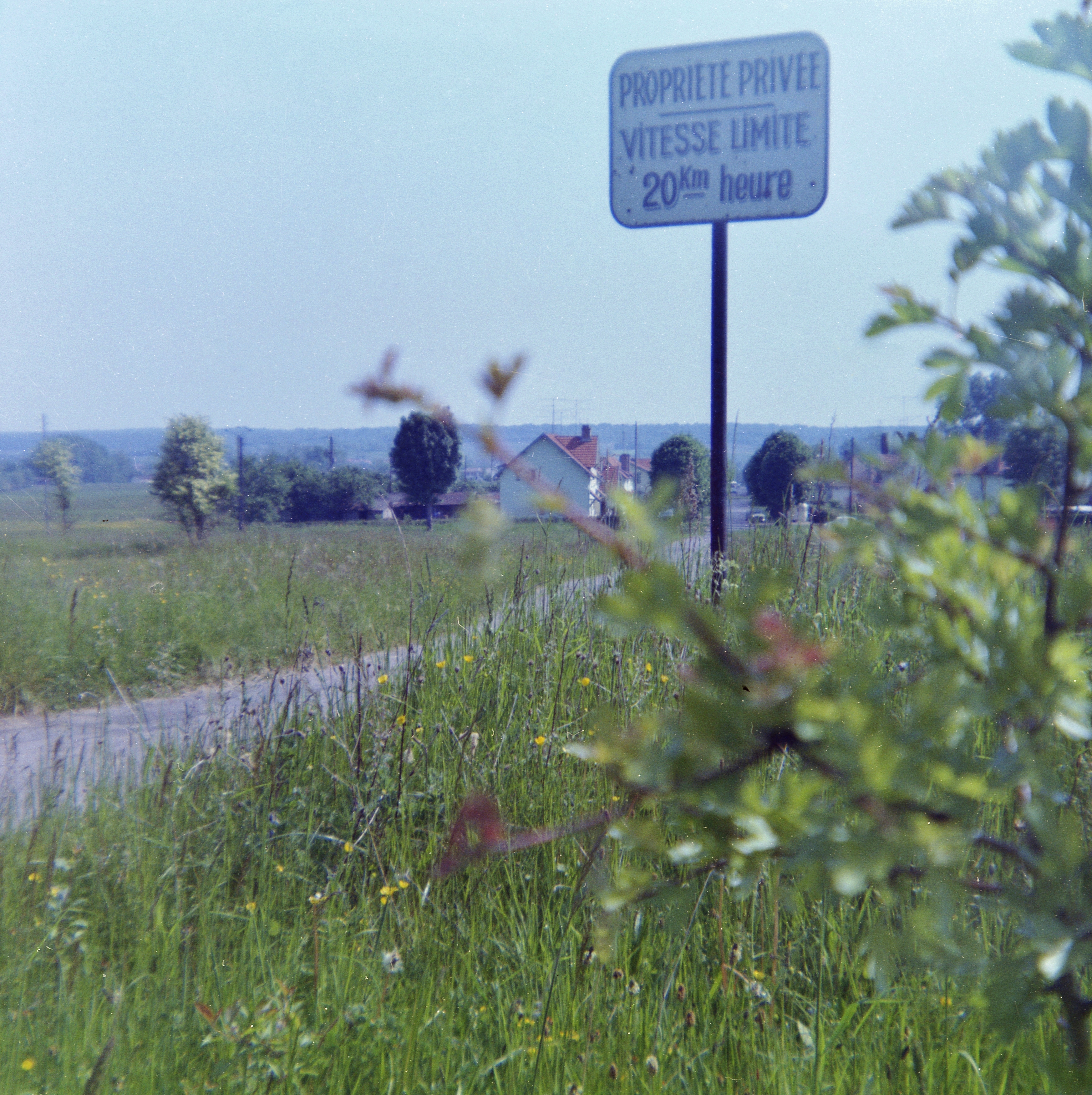
Ancienne entrée des Charmottes depuis la route du haut